# Tamerlán Tménov
Tamerlán Ruslánovich Tménov –en ruso, Тамерлан Русланович Тменов– (Vladikavkaz, 27 de julio de 1977) es un deportista ruso que compitió en judo.
Participó en tres Juegos Olímpicos, entre los años 2000 y 2008, obteniendo en total dos medallas, plata en Atenas 2004 y bronce en Sídney 2000, ambas en la categoría de +100 kg. Ganó cuatro medallas en el Campeonato Mundial de Judo entre los años 1997 y 2007, y diez medallas en el Campeonato Europeo de Judo entre los años 1998 y 2008.

## Palmarés internacional
| Juegos Olímpicos   | Juegos Olímpicos        | Juegos Olímpicos  | Juegos Olímpicos |
| Año                | Lugar                   | Medalla           | Categoría        |
| ------------------ | ----------------------- | ----------------- | ---------------- |
| 2000               | Sídney (Australia)      | Medalla de bronce | +100 kg          |
| 2004               | Atenas (Grecia)         | Medalla de plata  | +100 kg          |
| Campeonato Mundial |                         |                   |                  |
| Año                | Lugar                   | Medalla           | Categoría        |
| 1997               | París (Francia)         | Medalla de bronce | +95 kg           |
| 2003               | Osaka (Japón)           | Medalla de bronce | +100 kg          |
| 2005               | El Cairo (Egipto)       | Medalla de plata  | Abierta          |
| 2007               | Río de Janeiro (Brasil) | Medalla de plata  | +100 kg          |
| Campeonato Europeo |                         |                   |                  |
| Año                | Lugar                   | Medalla           | Categoría        |
| 1998               | Oviedo (España)         | Medalla de oro    | +100 kg          |
| 1999               | Bratislava (Eslovaquia) | Medalla de oro    | +100 kg          |
| 2000               | Breslavia (Polonia)     | Medalla de plata  | +100 kg          |
| 2001               | París (Francia)         | Medalla de oro    | +100 kg          |
| 2002               | Maribor (Eslovenia)     | Medalla de oro    | +100 kg          |
| 2003               | Düsseldorf (Alemania)   | Medalla de oro    | +100 kg          |
| 2004               | Bucarest (Rumania)      | Medalla de bronce | +100 kg          |
| 2005               | Moscú ( Rusia)          | Medalla de oro    | Abierta          |
| 2006               | Tampere (Finlandia)     | Medalla de bronce | +100 kg          |
| 2008               | Lisboa (Portugal)       | Medalla de oro    | +100 kg          |